# Сергиенко, Иван Васильевич (партизан)
Иван Васильевич Сергиенко (24 февраля 1918, Подгайное, Розважевский район — 25 января 1943, Киев) — один из руководителей подпольной и партизанской борьбы на Украине, секретарь Киевского подпольного обкома КПУ. Герой Советского Союза.

## Биография
Родился 24 февраля 1918 года в селе Подгайное ныне Иванковского района Киевской области Украины в крестьянской семье. Украинец. Член ВКП(б) с 1938 года. В 1934 году окончил неполную среднюю школу и начал трудовую деятельность в колхозе родного села, одновременно учился в Малинском лесотехникуме. С 1935 года учительствовал, а потом работал в Розважевском райкоме комсомола.
В 1938 году был призван в ряды Красной Армии. В 1939—1940 годах участвует в советско-финской войне.
После демобилизации из армии в 1940 году заведовал начальной школой в Подгайном.
Когда началась Великая Отечественная война, И. В. Сергиенко проводил большую политмассовую работу среди односельчан, принимал активное участие в строительстве оборонных сооружений для защиты города Киева.
5 июля 1941 года И. В. Сергиенко вызвали в Киевский обком партии, где предложили ему остаться в тылу немецко-фашистских захватчиков секретарём Розважевского подпольного райкома КПУ и секретарём запасного Киевского подпольного обкома КПУ.
И. В. Сергиенко приложил много усилий, чтобы подобрать людей для подпольной работы в тылу немецко-фашистских захватчиков на временно оккупированной территории. 22 августа 1941 года вражеские войска захватили Розважевский район. С этого времени развернуло свою деятельность розважевское партийное подполье во главе с И. В. Сергиенко.
Подпольщики принимали сообщения Совинформбюро по радио, записывали их, а потом перепечатывали на машинке и распространяли среди населения Розважевского района. Начали действовать диверсионные группы. Оккупационным властям стало известно, что в районе действует хорошо законспирированное подполье. Гитлеровцы любой ценой старались добыть сведения о подпольщиках и партизанах. Они проводили массовые аресты активистов в сёлах.
Весной 1942 года был арестован и расстрелян ряд подпольщиков в Розважевском районе. Среди расстрелянных был и отец И. В. Сергиенко. Гитлеровцы прилагали много усилий, чтобы уничтожить и самого И. В. Сергиенко. В этих условиях он решил оставить вместо себя одного из своих заместителей по подполью, а сам отправился в Кагарлыкский район Киевской области.
В конце мая 1942 года И. В. Сергиенко пришёл на конспиративную квартиру в село Ставы Кагарлыкского района в семью бухгалтера спиртового завода. С его помощью И. В. Сергиенко устроился на работу на спиртовой завод и установил связь с Кагарлыкским подпольным райкомом партии. Ознакомившись с его работой и узнав, что с Киевским подпольным обкомом нет связи, принял решение развернуть деятельность запасного подпольного обкома партии.
В августе 1942 года на временно оккупированной врагом территории начал действовать новый Киевский подпольный областной комитет КПУ, возглавляемый И. В. Сергиенко. Областной подпольный комитет партии наметил развёрнутый план борьбы против оккупантов. Он послал в большинство районов области своих представителей для установления связей с коммунистами, оставшимися на временно оккупированной территории, и при их помощи создал подпольные партийные группы, а также оживил работу подпольных райкомов КПУ. В результате принятых мер подпольному обкому партии во главе с И. В. Сергиенко удалось разыскать и привлечь к активной борьбе против оккупантов многих коммунистов, комсомольцев и беспартийных активистов.
В типографии Кагарлыка подпольный обком партии тайно печатал обращения Совинформбюро, воззвания к населению оккупированных районов Киевщины, к немецким солдатам, документы, необходимые для конспирации. Были установлены связи со многими подпольными организациями, действовавшими на территории области, в частности в Белой Церкви, Василькове, Кагарлыкском, Мироновском, Ржищевском и Розважевском районах.
Под руководством обкома подпольщики собирали оружие, боеприпасы, готовили людей к партизанской борьбе, проводили массово-политическую работу, осуществляли диверсии. Но всех запланированных заданий Киевский подпольный обком КПУ не смог осуществить.
Гестапо напало на след подпольщиков и в ночь с 17 на 18 января 1943 года арестовало большинство его членов, в том числе и И. В. Сергиенко. 25 января 1943 года после страшных пыток Иван Васильевич Сергиенко и его друзья по подпольной борьбе были расстреляны.
После этого начальник полиции СД Киева доносил в Берлин: «В Кагарлыке Киевской области была раскрыта нелегальная коммунистическая организация. Арестовано 135 её членов. Среди арестованных было несколько партийных деятелей и членов партии с большим стажем…».
Указом Президиума Верховного Совета СССР от 8 мая 1965 года за особые заслуги, мужество и героизм, проявленные в борьбе против немецко-фашистских захватчиков в период Великой Отечественной войны, секретарю Киевского подпольного обкома КПУ Ивану Васильевичу Сергиенко посмертно присвоено звание Героя Советского Союза.

## Память
Именем Ивана Сергиенко была названа улица в Соцгороде Днепровского района города Киева.